# Liyang (köpinghuvudort i Kina, Zhejiang Sheng, lat 29,31, long 121,62)
Liyang (kinesiska: 力洋, 力洋镇) är en köpinghuvudort i Kina. Den ligger i provinsen Zhejiang, i den östra delen av landet, omkring 170 kilometer sydost om provinshuvudstaden Hangzhou. Antalet invånare är 23 473. Befolkningen består av 11 636 kvinnor och 11 837 män. Barn under 15 år utgör 14,0 %, vuxna 15-64 år 70 %, och äldre över 65 år 15,0 %.
Runt Liyang är det tätbefolkat, med 266 invånare per kvadratkilometer. Närmaste större samhälle är Ninghai, 18,5 km väster om Liyang. Trakten runt Liyang består till största delen av jordbruksmark.
Genomsnittlig årsnederbörd är 1 837 millimeter. Den regnigaste månaden är juni, med i genomsnitt 338 mm nederbörd, och den torraste är januari, med 56 mm nederbörd.